# كين بوشارد
كين بوشارد (بالإنجليزية: Ken Bouchard)‏ هو سائق سيارة سباق أمريكي، ولد في 6 أبريل 1955 في فيتشبورغ في الولايات المتحدة.